# Vattusaari (ö i Kinnula)
Vattusaari är en ö i Finland. Den ligger i sjön Kivijärvi och i kommunen Kinnula i den ekonomiska regionen  Saarijärvi-Viitasaari och landskapet Mellersta Finland, i den centrala delen av landet, 300 km norr om huvudstaden Helsingfors. Öns area är 13,4 hektar och dess största längd är 0,6 kilometer i nord-sydlig riktning.